# ۲۴۶ (پیش از میلاد)
۲۴۶ (پیش از میلاد) ۲۴۶مین سال قبل از تقویم میلادی است.